# Gouvernement Moro V
 (septembre 2023).
Si vous disposez d'ouvrages ou d'articles de référence ou si vous connaissez des sites web de qualité traitant du thème abordé ici, merci de compléter l'article en donnant les références utiles à sa vérifiabilité et en les liant à la section « Notes et références ».
République italienne
Moro IV Andreotti III
Le gouvernement Moro V (Governo Moro V, en italien) est le trente-deuxième gouvernement de la République italienne entre le 12 février et le 29 juillet 1976, durant la sixième législature du Parlement.

## Coalition et historique
Dirigé par le président du Conseil des ministres démocrate-chrétien sortant Aldo Moro, il est formé par la seule Démocratie chrétienne (DC), qui dispose ensemble de 266 députés sur 630 à la Chambre des députés, soit 42,2 % des sièges, et de 135 sénateurs sur 322 au Sénat de la République, soit 41,9 % des sièges.
Il succède au gouvernement Moro IV, formé par la DC et le Parti républicain italien (PRI). Le retrait de ce dernier entraîne la chute de l'exécutif et la constitution d'un gouvernement de transition, chargé d'organiser des élections générales anticipées les 20 et 21 juin 1976. À l'issue de ce scrutin, le démocrate-chrétien Giulio Andreotti nomme son troisième gouvernement avec la seule DC.

## Composition

### Initiale (12 février 1976)
- Les nouveaux ministres sont indiqués en gras, ceux ayant changé d'attributions en italique.

| Fonction | Titulaire | Titulaire                 | Parti |
| --- | --------- | ------------------------- | ----- |
| Président du Conseil des ministres                                                                                       |           | Aldo Moro                 | DC    |
| Ministres sans portefeuille                                                                                              |           |                           |       |
| Ministre pour l'Organisation de l'administration publique et les Régions                                                 |           | Tommaso Morlino           | DC    |
| Ministres |           |                           |       |
| Ministre des Affaires étrangères                                                                                         |           | Mariano Rumor             | DC    |
| Ministre de l'Intérieur                                                                                                  |           | Francesco Cossiga         | DC    |
| Ministre des Grâces et de la Justice                                                                                     |           | Francesco Paolo Bonifacio | DC    |
| Ministre du Budget et de la Programmation économique Ministre pour les Interventions extraordinaires dans le Mezzogiorno |           | Giulio Andreotti          | DC    |
| Ministre des Finances |           | Gaetano Stammati          | DC    |
| Ministre du Trésor |           | Emilio Colombo            | DC    |
| Ministre de la Défense                                                                                                   |           | Arnaldo Forlani           | DC    |
| Ministre de l'Instruction publique                                                                                       |           | Franco Malfatti           | DC    |
| Ministre des Travaux publics                                                                                             |           | Antonino Gullotti         | DC    |
| Ministre de l'Agriculture et des Forêts                                                                                  |           | Giovanni Marcora          | DC    |
| Ministre des Transports                                                                                                  |           | Mario Martinelli          | DC    |
| Ministre des Postes et des Télécommunications                                                                            |           | Giulio Cesare Orlando     | DC    |
| Ministre de l'Industrie, du Commerce et de l'Artisanat                                                                   |           | Carlo Donat-Cattin        | DC    |
| Ministre du Travail et de la Sécurité sociale                                                                            |           | Mario Toros               | DC    |
| Ministre du Commerce extérieur                                                                                           |           | Ciriaco De Mita           | DC    |
| Ministre de la Marine marchande                                                                                          |           | Giovanni Gioia            | DC    |
| Ministre des Participations de l'État                                                                                    |           | Antonio Bisaglia          | DC    |
| Ministre de la Santé |           | Luciano Dal Falco         | DC    |
| Ministre du Tourisme et du Divertissement                                                                                |           | Adolfo Sarti              | DC    |
| Ministre pour les Biens culturels et environnementaux                                                                    |           | Mario Pedini              | DC    |

## Soutien parlementaire

### Votes de confiance
| Date            | Chambre                | Votants | Majorité | Pour | Contre | Résultat |
| --------------- | ---------------------- | ------- | -------- | ---- | ------ | -------- |
| 21 février 1976 | Chambre des députés    | 507     | 254      | 287  | 220    | Accordée |
| 25 février 1976 | Sénat de la République | 254     | 128      | 141  | 113    | Accordée |